# 安中市立碓東小学校
安中市立碓東小学校（あんなかしりつ たいとうしょうがっこう）は、群馬県安中市にある安中市立小学校。

## 概要
碓東流水池という約55mの川が校内にある。水源は地下水を使用し、様々な教科で流水地を使用している。

## 学区
- 岩野谷地区(第4区7組を除く。)　[2]
- 板鼻地区

## 3つのいっぱい
- 明るいあいさつ、笑顔いっぱい[3]
- 進んで読書、楽しさいっぱい
- みんなで運動、元気いっぱい